# Stepove, Mejova
Stepove (în ucraineană Степове) este un sat în așezarea urbană Mejova din raionul Mejova, regiunea Dnipropetrovsk, Ucraina.

## Demografie
Componența lingvistică a localității Stepove
     Ucraineană (93,46%)
     Rusă (6,54%)
Conform recensământului din 2001, majoritatea populației localității Stepove era vorbitoare de ucraineană (93,46%), existând în minoritate și vorbitori de rusă (6,54%).